# L'Erreur boréale
Pour plus de détails, voir Fiche technique et Distribution.
L'Erreur boréale (Forest Alert) est un film documentaire québécois réalisé par Richard Desjardins et Robert Monderie, sorti en 1999.
Les réalisateurs ont construit ce film comme un pamphlet pour dénoncer les atteintes à l'environnement que représente la destruction du patrimoine forestier du Québec, stigmatisant notamment les coupes à blanc pratiquées sur de vastes étendues de la  forêt boréale.

## Synopsis

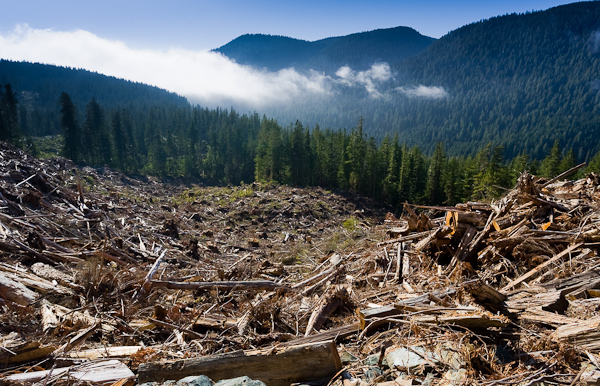
Une coupe à blanc au Canada.

La forêt a toujours été une source de matière première considérée tellement riche qu'elle en est quasi-inépuisable. Alors que le discours officiel assure que le patrimoine forestier demeurera, malgré l'industrialisation, la population ignore les effets néfastes de la coupe à blanc sur de grandes étendues du territoire québécois. 
Richard Desjardins donne sa vision de la situation sur l'exploitation erratique et abusive de la forêt boréale québécoise et questionne la responsabilité citoyenne face à la destruction de l'environnement. Il est très sûr de ses propos.

## Fiche technique
- Titre : L'Erreur boréale
- Titre anglais : Forest Alert
- Réalisation : Richard Desjardins et Robert Monderie
- Production : Bernadette Payeur  et Éric Michel
- Scénario : Richard Desjardins
- Photographie : Jacques Leduc
- Montage : Alain Belhumeur
- Musique : Jean-François Groulx et Benoît Groulx
- Maison de production : Association coopérative de productions audio-visuelles (ACPAV) et l'Office national du film du Canada[2]
- Date de sortie : 1999

## Participation
(Liste non exhaustive)
- Yvan Croteau
- Jacques Robitaille
- Guy Lessard
- Lucien Filion
- Serge Tanguay
- Bertrand Poirier
- Luc Bouthillier
- Léon-Paul Darveau
- Martial Bourassa
- Léopaul Gaudreau
- Vincent Gérardin
- Louis-Jean Lussier
- Gilles Lemieux
- Michel Béland
- Diane Koch
- Isaac Dixon
- Jean Tremblay
- Raymond Coutu
- Pierre Dubois

## Contexte
Richard Desjardins a vu son désir de défendre les forêts boréales de l'Abitibi-Témiscamingue, alors que des coupes à blanc avaient lieu derrière le camp de son père. 

## Répercussions
L’Erreur boréale a  frappé le public, notamment à cause des vues aériennes de certains parterres de coupe. Plusieurs commentaires négatifs ont alors surgi à l’égard des lisières boisées qui viennent ponctuer les territoires récoltés. 
À la suite du documentaire, Richard Desjardins a lancé une pétition pour réclamer une enquête publique et indépendante sur la gestion de la forêt publique québécoise. Avec l'écologiste Henri Jacob, il a aussi fondé l'organisme l'Action boréale, pour promouvoir la protection de la forêt boréale.
Après avoir répliqué, pendant plusieurs années, que le documentaire de Desjardins était alarmiste et défendu les compagnies forestières et la politique de reforestation, le gouvernement a reconnu en partie le bien-fondé du documentaire et l'importance d'une gestion plus responsable des forêts. Le 22 mars 2005, à la suite du rapport Coulombe, le projet de loi no 71  modifie la Loi sur les forêts.

## Récompenses et distinctions
- 1999 : prix Jutra du meilleur documentaire, 1re soirée des prix Jutra
- 1999 : prix du développement durable en milieu rural à Lille, France (remis par le ministère de l'Agriculture et de la Pêche)
- 1999 : prix du reportage/magazine au Festival international du film d'environnement de Paris / RIENA
- 1999 : grand prix du festival, mention environnement, au Festival international du film nature et environnement de Grenoble, France
- 2000 : mention d'honneur - catégorie : meilleur scénario à Richard Desjardins aux Hot Docs de Toronto